# Sami Hyypiä
Sami Tuomas Hyypiä (Porvoo, 7 ottobre 1973) è un allenatore di calcio ed ex calciatore finlandese, di ruolo difensore. È stato campione d'Europa con il Liverpool nel 2005.

## Carriera

### Giocatore

#### Club
Comincia la propria carriera giocando per le squadre finlandesi del Pallo-Peikot e KuMu, per poi passare nel 1992 al MyPa, club del massimo campionato nazionale, la Veikkausliiga. Con la sua nuova squadra vince due volte la Coppa di Finlandia, al suo primo campionato e tre anni più tardi, nel 1995. Nel 1995 viene acquistato dalla squadra olandese del Willem II.
Nel 1999 passa al Liverpool per l'equivalente di 4,5 milioni di euro. Nella stagione 2000-2001 comincia ad indossare la fascia di capitano alternativamente con Robbie Fowler, a causa di un lungo infortunio del capitano originale Jamie Redknapp. Durante quest'annata vince uno storico tris di coppe: League Cup, FA Cup e Coppa UEFA. Dal 2002 diventa capitano fisso del Liverpool dopo la cessione di Redknapp, anche se a partire dal 2003 la fascia passa al braccio di Steven Gerrard.  Nel 2004-2005, con l'allenatore Rafael Benítez, conquista la Champions League.
Nel 2005, divenuto titolare il compagno di reparto Jamie Carragher, diventa il terzo nella scelta del suo allenatore per la fascia di capitano, mentre il 10 agosto dello stesso anno firma un nuovo contratto della durata di tre anni. Nel 2006 si classifica al trentottesimo posto della 100 Players Who Shook The Kop, la classifica ufficiale dei cento migliori giocatori del Liverpool di tutti i tempi. Disputando la partita di League Cup contro l'Arsenal del 9 gennaio 2007 arriva fra i primi 25 giocatori della storia dei Reds per numero di presenze.
Nella stagione 2009-2010 si trasferisce alla compagine tedesca del Bayer Leverkusen. Il 2 maggio 2011 annuncia il ritiro a fine stagione.

#### Nazionale
Esordisce con la Nazionale finlandese il 7 novembre del 1992 nel corso dell'amichevole contro la Tunisia terminata col punteggio di 1-1. Negli anni seguenti entra poi a far parte stabilmente della rosa della propria Nazionale, diventandone anche capitano.

### Allenatore
Dal 1º luglio 2011 diventa vice allenatore del Bayer Leverkusen e della nazionale della finlandia. Dal 1º aprile 2012 è promosso come allenatore del Bayer Leverkusen, insieme a Sascha Lewandowski, in seguito all'esonero di Robin Dutt, ma dopo la sconfitta esterna alla 29ª giornata con l'Amburgo per 2-1 il 5 aprile 2014 viene esonerato.
Il 7 giugno 2014 è stato ingaggiato come allenatore del Brighton, squadra militante nella seconda divisione inglese. Durante la sosta natalizia del 2014 viene esonerato dal club per i pessimi risultati ottenuti e viene rimpiazzato da Chris Hughton. Si chiude, così, un'annata disastrosa: Hyypia, nel corso del 2014, è stato esonerato due volte in soli otto mesi.
Il 21 agosto 2015 viene ufficializzato come allenatore dello Zurigo, con cui firma un biennale con opzione per il terzo anno. Il 12 maggio 2016, con la squadra ultima in classifica, viene nuovamente esonerato.

## Statistiche

### Presenze e reti nei club
| Stagione                | Squadra                 | Campionato              | Campionato | Campionato | Coppe nazionali | Coppe nazionali | Coppe nazionali | Coppe continentali | Coppe continentali | Coppe continentali | Altre coppe | Altre coppe | Altre coppe | Totale | Totale |
| Stagione                | Squadra                 | Comp                    | Pres       | Reti       | Comp            | Pres            | Reti            | Comp               | Pres               | Reti               | Comp        | Pres        | Reti        | Pres   | Reti   |
| ----------------------- | ----------------------- | ----------------------- | ---------- | ---------- | --------------- | --------------- | --------------- | ------------------ | ------------------ | ------------------ | ----------- | ----------- | ----------- | ------ | ------ |
| 1992                    | MyPa                    | VL                      | 33         | 0          | CF              | ?               | ?               | -                  | -                  | -                  | -           | -           | -           | 33+    | 0+     |
| 1993                    | MyPa                    | VL                      | 12         | 0          | CF              | ?               | ?               | CC                 | 1                  | 0                  | -           | -           | -           | 13+    | 0+     |
| 1994                    | MyPa                    | VL                      | 25         | 5          | CF+LC           | ?               | ?               | CU                 | 4                  | 0                  | -           | -           | -           | 29+    | 5+     |
| 1995                    | MyPa                    | VL                      | 26         | 3          | CF+LC           | ?               | ?               | CU                 | 4                  | 0                  | -           | -           | -           | 20+    | 3+     |
| Totale My-Pa            | Totale My-Pa            | Totale My-Pa            | 96         | 8          |                 | ?               | ?               |                    | 9                  | 1                  |             | ?           | ?           | 105    | 9      |
| 1995-1996               | Willem II               | ED                      | 14         | 0          | CO              | ?               | ?               | -                  | -                  | -                  | -           | -           | -           | 14+    | 0+     |
| 1996-1997               | Willem II               | ED                      | 30         | 1          | CO              | ?               | ?               | -                  | -                  | -                  | -           | -           | -           | 30+    | 1+     |
| 1997-1998               | Willem II               | ED                      | 30         | 0          | CO              | ?               | ?               | -                  | -                  | -                  | -           | -           | -           | 30+    | 0+     |
| 1998-1999               | Willem II               | ED                      | 26         | 2          | CO              | 1               | 0               | CU                 | 4                  | 0                  | -           | -           | -           | 31     | 2      |
| Totale Willem II        | Totale Willem II        | Totale Willem II        | 100        | 3          |                 | 1+              | 0+              |                    | 4                  | 0                  |             | ?           | ?           | 105+   | 3+     |
| 1999-2000               | Liverpool               | PL                      | 38         | 2          | CI+CL           | 2+2             | 0+0             | -                  | -                  | -                  | -           | -           | -           | 42     | 2      |
| 2000-2001               | Liverpool               | PL                      | 35         | 3          | CI+CL           | 6+6             | 1+0             | CU                 | 11                 | 0                  | -           | -           | -           | 58     | 4      |
| 2001-2002               | Liverpool               | PL                      | 37         | 3          | CI+CL           | 2+1             | 1+0             | CL                 | 16                 | 2                  | SI          | 1           | 0           | 57     | 5      |
| 2002-2003               | Liverpool               | PL                      | 36         | 3          | CI+CL           | 3+4             | 0+0             | CL+CU              | 12                 | 2                  | SI          | 1           | 0           | 56     | 5      |
| 2003-2004               | Liverpool               | PL                      | 38         | 4          | CI+CL           | 4+1             | 0+0             | CU                 | 8                  | 1                  | -           | -           | -           | 51     | 5      |
| 2004-2005               | Liverpool               | PL                      | 32         | 2          | CI+CL           | 1+1             | 0+0             | CL                 | 15                 | 1                  | -           | -           | -           | 49     | 3      |
| 2005-2006               | Liverpool               | PL                      | 36         | 1          | CI+CL           | 6+1             | 1+0             | CL                 | 14                 | 0                  | SU+MC       | 2           | 0           | 59     | 2      |
| 2006-2007               | Liverpool               | PL                      | 23         | 2          | CI+CL           | 0+1             | 0+1             | CU                 | 5                  | 0                  | SI          | 1           | 0           | 30     | 3      |
| 2007-2008               | Liverpool               | PL                      | 15         | 1          | CI+CL           | 0+0             | 0+0             | CU                 | 8                  | 1                  | -           | -           | -           | 23     | 2      |
| Totale Liverpool        | Totale Liverpool        | Totale Liverpool        | 317        | 22         |                 | 24+17           | 3+1             |                    | 89                 | 7                  |             | 5           | 0           | 452    | 33     |
| 2009-2010               | Bayer Leverkusen        | BL                      | 32         | 2          | CG              | 1               | 0               | -                  | -                  | -                  | -           | -           | -           | 33     | 2      |
| 2010-2011               | Bayer Leverkusen        | BL                      | 21         | 1          | CG              | 1               | 0               | EL                 | 5                  | 0                  | -           | -           | -           | 27     | 0      |
| Totale Bayer Leverkusen | Totale Bayer Leverkusen | Totale Bayer Leverkusen | 53         | 3          |                 | 2               | 0               |                    | 5                  | 0                  |             | 0           | 0           | 60     | 3      |
| Totale carriera         | Totale carriera         | Totale carriera         | 566        | 36         |                 | 44+             | 4+              |                    | 107                | 8                  |             | 5+          | 0+          | 722+   | 48+    |

### Cronologia presenze e reti in nazionale
| Cronologia completa delle presenze e delle reti in nazionale ― Finlandia | Cronologia completa delle presenze e delle reti in nazionale ― Finlandia | Cronologia completa delle presenze e delle reti in nazionale ― Finlandia | Cronologia completa delle presenze e delle reti in nazionale ― Finlandia | Cronologia completa delle presenze e delle reti in nazionale ― Finlandia | Cronologia completa delle presenze e delle reti in nazionale ― Finlandia | Cronologia completa delle presenze e delle reti in nazionale ― Finlandia | Cronologia completa delle presenze e delle reti in nazionale ― Finlandia |
| Data                                                                     | Città                                                                    | In casa                                                                  | Risultato                                                                | Ospiti                                                                   | Competizione                                                             | Reti                                                                     | Note                                                                     |
| ------------------------------------------------------------------------ | ------------------------------------------------------------------------ | ------------------------------------------------------------------------ | ------------------------------------------------------------------------ | ------------------------------------------------------------------------ | ------------------------------------------------------------------------ | ------------------------------------------------------------------------ | ------------------------------------------------------------------------ |
| 7-11-1992                                                                | Tunisi                                                                   | Tunisia                                                                  | 1 – 1                                                                    | Finlandia                                                                | Amichevole                                                               | -                                                                        | 82’                                                                      |
| 26-10-1994                                                               | Tallinn                                                                  | Estonia                                                                  | 0 – 7                                                                    | Finlandia                                                                | Amichevole                                                               | -                                                                        |                                                                          |
| 30-11-1994                                                               | Malaga                                                                   | Spagna                                                                   | 2 – 0                                                                    | Finlandia                                                                | Amichevole                                                               | -                                                                        |                                                                          |
| 15-2-1995                                                                | Port of Spain                                                            | Trinidad e Tobago                                                        | 2 – 1                                                                    | Finlandia                                                                | Amichevole                                                               | -                                                                        |                                                                          |
| 17-2-1995                                                                | Port of Spain                                                            | Trinidad e Tobago                                                        | 2 – 2                                                                    | Finlandia                                                                | Amichevole                                                               | -                                                                        |                                                                          |
| 29-3-1995                                                                | Serravalle                                                               | San Marino                                                               | 0 – 2                                                                    | Finlandia                                                                | Qual. Euro 1996                                                          | -                                                                        | 83’                                                                      |
| 26-4-1995                                                                | Toftir                                                                   | Fær Øer                                                                  | 0 – 4                                                                    | Finlandia                                                                | Qual. Euro 1996                                                          | -                                                                        |                                                                          |
| 4-10-1995                                                                | Helsinki                                                                 | Finlandia                                                                | 0 – 0                                                                    | Turchia                                                                  | Amichevole                                                               | -                                                                        | 70’                                                                      |
| 29-5-1996                                                                | Strasburgo                                                               | Francia                                                                  | 2 – 0                                                                    | Finlandia                                                                | Amichevole                                                               | -                                                                        |                                                                          |
| 2-6-1996                                                                 | Helsinki                                                                 | Finlandia                                                                | 1 – 2                                                                    | Turchia                                                                  | Amichevole                                                               | -                                                                        | 77’                                                                      |
| 14-8-1996                                                                | Riga                                                                     | Lettonia                                                                 | 0 – 0                                                                    | Finlandia                                                                | Amichevole                                                               | -                                                                        | 60’                                                                      |
| 1-9-1996                                                                 | Budapest                                                                 | Ungheria                                                                 | 1 – 0                                                                    | Finlandia                                                                | Qual. Mondiali 1998                                                      | -                                                                        |                                                                          |
| 6-10-1996                                                                | Helsinki                                                                 | Finlandia                                                                | 2 – 3                                                                    | Svizzera                                                                 | Qual. Mondiali 1998                                                      | -                                                                        | 82’                                                                      |
| 2-4-1997                                                                 | Baku                                                                     | Azerbaigian                                                              | 1 – 2                                                                    | Finlandia                                                                | Qual. Mondiali 1998                                                      | -                                                                        |                                                                          |
| 30-4-1997                                                                | Oslo                                                                     | Norvegia                                                                 | 1 – 1                                                                    | Finlandia                                                                | Qual. Mondiali 1998                                                      | -                                                                        | 4’                                                                       |
| 8-6-1997                                                                 | Helsinki                                                                 | Finlandia                                                                | 3 – 0                                                                    | Azerbaigian                                                              | Qual. Mondiali 1998                                                      | -                                                                        |                                                                          |
| 11-10-1997                                                               | Helsinki                                                                 | Finlandia                                                                | 1 – 1                                                                    | Ungheria                                                                 | Qual. Mondiali 1998                                                      | -                                                                        |                                                                          |
| 22-4-1998                                                                | Edimburgo                                                                | Scozia                                                                   | 1 – 1                                                                    | Finlandia                                                                | Amichevole                                                               | -                                                                        |                                                                          |
| 27-5-1998                                                                | Helsinki                                                                 | Finlandia                                                                | 0 – 0                                                                    | Germania                                                                 | Amichevole                                                               | -                                                                        |                                                                          |
| 5-6-1998                                                                 | Helsinki                                                                 | Finlandia                                                                | 0 – 1                                                                    | Francia                                                                  | Amichevole                                                               | -                                                                        |                                                                          |
| 19-8-1998                                                                | Košice                                                                   | Slovacchia                                                               | 0 – 0                                                                    | Finlandia                                                                | Amichevole                                                               | -                                                                        |                                                                          |
| 5-9-1998                                                                 | Helsinki                                                                 | Finlandia                                                                | 3 – 2                                                                    | Moldavia                                                                 | Qual. Euro 2000                                                          | -                                                                        |                                                                          |
| 10-10-1998                                                               | Belfast                                                                  | Irlanda del Nord                                                         | 1 – 0                                                                    | Finlandia                                                                | Qual. Euro 2000                                                          | -                                                                        |                                                                          |
| 14-10-1998                                                               | Istanbul                                                                 | Turchia                                                                  | 1 – 3                                                                    | Finlandia                                                                | Qual. Euro 2000                                                          | -                                                                        |                                                                          |
| 10-2-1999                                                                | Ta' Qali                                                                 | Finlandia                                                                | 1 – 1                                                                    | Polonia                                                                  | Amichevole                                                               | -                                                                        |                                                                          |
| 31-3-1999                                                                | Norimberga                                                               | Germania                                                                 | 2 – 0                                                                    | Finlandia                                                                | Qual. Euro 2000                                                          | -                                                                        |                                                                          |
| 28-4-1999                                                                | Lubiana                                                                  | Slovenia                                                                 | 1 – 1                                                                    | Finlandia                                                                | Amichevole                                                               | -                                                                        | 46’                                                                      |
| 5-6-1999                                                                 | Helsinki                                                                 | Finlandia                                                                | 2 – 4                                                                    | Turchia                                                                  | Qual. Euro 2000                                                          | -                                                                        |                                                                          |
| 9-6-1999                                                                 | Chișinău                                                                 | Moldavia                                                                 | 0 – 0                                                                    | Finlandia                                                                | Qual. Euro 2000                                                          | -                                                                        |                                                                          |
| 4-9-1999                                                                 | Helsinki                                                                 | Finlandia                                                                | 1 – 2                                                                    | Germania                                                                 | Qual. Euro 2000                                                          | -                                                                        | cap.                                                                     |
| 9-10-1999                                                                | Helsinki                                                                 | Finlandia                                                                | 4 – 1                                                                    | Irlanda del Nord                                                         | Qual. Euro 2000                                                          | 1                                                                        |                                                                          |
| 29-3-2000                                                                | Cardiff                                                                  | Galles                                                                   | 1 – 2                                                                    | Finlandia                                                                | Amichevole                                                               | -                                                                        |                                                                          |
| 3-6-2000                                                                 | Riga                                                                     | Lettonia                                                                 | 1 – 0                                                                    | Finlandia                                                                | Amichevole                                                               | -                                                                        |                                                                          |
| 16-8-2000                                                                | Helsinki                                                                 | Finlandia                                                                | 3 – 1                                                                    | Norvegia                                                                 | Amichevole                                                               | -                                                                        |                                                                          |
| 2-9-2000                                                                 | Helsinki                                                                 | Finlandia                                                                | 2 – 1                                                                    | Albania                                                                  | Qual. Mondiali 2002                                                      | -                                                                        |                                                                          |
| 7-10-2000                                                                | Atene                                                                    | Grecia                                                                   | 1 – 0                                                                    | Finlandia                                                                | Qual. Mondiali 2002                                                      | -                                                                        |                                                                          |
| 11-10-2000                                                               | Helsinki                                                                 | Finlandia                                                                | 0 – 0                                                                    | Inghilterra                                                              | Qual. Mondiali 2002                                                      | -                                                                        |                                                                          |
| 28-2-2001                                                                | Lussemburgo                                                              | Lussemburgo                                                              | 0 – 1                                                                    | Finlandia                                                                | Amichevole                                                               | -                                                                        | cap. 46’                                                                 |
| 24-3-2001                                                                | Londra                                                                   | Inghilterra                                                              | 2 – 1                                                                    | Finlandia                                                                | Qual. Mondiali 2002                                                      | -                                                                        | 75’                                                                      |
| 2-6-2001                                                                 | Helsinki                                                                 | Finlandia                                                                | 2 – 2                                                                    | Germania                                                                 | Qual. Mondiali 2002                                                      | -                                                                        |                                                                          |
| 15-8-2001                                                                | Helsinki                                                                 | Finlandia                                                                | 4 – 1                                                                    | Belgio                                                                   | Amichevole                                                               | -                                                                        | 46’                                                                      |
| 1-9-2001                                                                 | Tirana                                                                   | Albania                                                                  | 0 – 2                                                                    | Finlandia                                                                | Qual. Mondiali 2002                                                      | -                                                                        |                                                                          |
| 5-9-2001                                                                 | Helsinki                                                                 | Finlandia                                                                | 5 – 1                                                                    | Grecia                                                                   | Qual. Mondiali 2002                                                      | -                                                                        |                                                                          |
| 6-10-2001                                                                | Gelsenkirchen                                                            | Germania                                                                 | 0 – 0                                                                    | Finlandia                                                                | Qual. Mondiali 2002                                                      | -                                                                        |                                                                          |
| 27-3-2002                                                                | Porto                                                                    | Portogallo                                                               | 1 – 4                                                                    | Finlandia                                                                | Amichevole                                                               | -                                                                        | 46’                                                                      |
| 22-5-2002                                                                | Helsinki                                                                 | Finlandia                                                                | 2 – 1                                                                    | Lettonia                                                                 | Amichevole                                                               | -                                                                        |                                                                          |
| 21-8-2002                                                                | Helsinki                                                                 | Finlandia                                                                | 0 – 3                                                                    | Irlanda                                                                  | Amichevole                                                               | -                                                                        | 46’                                                                      |
| 7-9-2002                                                                 | Helsinki                                                                 | Finlandia                                                                | 0 – 2                                                                    | Galles                                                                   | Qual. Euro 2004                                                          | -                                                                        | 44’                                                                      |
| 12-10-2002                                                               | Helsinki                                                                 | Finlandia                                                                | 3 – 0                                                                    | Azerbaigian                                                              | Qual. Euro 2004                                                          | 1                                                                        | 80’                                                                      |
| 16-10-2002                                                               | Belgrado                                                                 | Jugoslavia                                                               | 2 – 0                                                                    | Finlandia                                                                | Qual. Euro 2004                                                          | -                                                                        |                                                                          |
| 12-2-2003                                                                | Belfast                                                                  | Irlanda del Nord                                                         | 0 – 1                                                                    | Finlandia                                                                | Amichevole                                                               | 1                                                                        | cap. 69’                                                                 |
| 29-3-2003                                                                | Palermo                                                                  | Italia                                                                   | 2 – 0                                                                    | Finlandia                                                                | Qual. Euro 2004                                                          | -                                                                        | cap.                                                                     |
| 30-4-2003                                                                | Vantaa                                                                   | Finlandia                                                                | 3 – 0                                                                    | Islanda                                                                  | Amichevole                                                               | -                                                                        | 63’                                                                      |
| 22-5-2003                                                                | Oslo                                                                     | Norvegia                                                                 | 2 – 0                                                                    | Finlandia                                                                | Amichevole                                                               | -                                                                        | cap.                                                                     |
| 7-6-2003                                                                 | Tampere                                                                  | Finlandia                                                                | 3 – 0                                                                    | Serbia e Montenegro                                                      | Qual. Euro 2004                                                          | 1                                                                        |                                                                          |
| 11-6-2003                                                                | Helsinki                                                                 | Finlandia                                                                | 0 – 2                                                                    | Italia                                                                   | Qual. Euro 2004                                                          | -                                                                        |                                                                          |
| 6-9-2003                                                                 | Baku                                                                     | Azerbaigian                                                              | 1 – 2                                                                    | Finlandia                                                                | Qual. Euro 2004                                                          | -                                                                        | cap.                                                                     |
| 10-9-2003                                                                | Cardiff                                                                  | Galles                                                                   | 1 – 1                                                                    | Finlandia                                                                | Qual. Euro 2004                                                          | -                                                                        | cap.                                                                     |
| 11-10-2003                                                               | Tampere                                                                  | Finlandia                                                                | 3 – 2                                                                    | Canada                                                                   | Amichevole                                                               | -                                                                        | cap. 56’                                                                 |
| 31-3-2004                                                                | Ta' Qali                                                                 | Malta                                                                    | 1 – 2                                                                    | Finlandia                                                                | Amichevole                                                               | -                                                                        | cap. 55’                                                                 |
| 28-4-2004                                                                | Zenica                                                                   | Bosnia ed Erzegovina                                                     | 1 – 0                                                                    | Finlandia                                                                | Amichevole                                                               | -                                                                        | 46’                                                                      |
| 28-5-2004                                                                | Tampere                                                                  | Finlandia                                                                | 1 – 3                                                                    | Svezia                                                                   | Amichevole                                                               | -                                                                        | 64’                                                                      |
| 18-8-2004                                                                | Bucarest                                                                 | Romania                                                                  | 2 – 1                                                                    | Finlandia                                                                | Qual. Mondiali 2006                                                      | -                                                                        | 49’                                                                      |
| 4-9-2004                                                                 | Tampere                                                                  | Finlandia                                                                | 3 – 0                                                                    | Andorra                                                                  | Qual. Mondiali 2006                                                      | -                                                                        |                                                                          |
| 8-9-2004                                                                 | Erevan                                                                   | Armenia                                                                  | 0 – 2                                                                    | Finlandia                                                                | Qual. Mondiali 2006                                                      | -                                                                        |                                                                          |
| 9-10-2004                                                                | Tampere                                                                  | Finlandia                                                                | 3 – 1                                                                    | Armenia                                                                  | Qual. Mondiali 2006                                                      | -                                                                        | cap.                                                                     |
| 13-10-2004                                                               | Amsterdam                                                                | Paesi Bassi                                                              | 3 – 1                                                                    | Finlandia                                                                | Qual. Mondiali 2006                                                      | -                                                                        | cap.                                                                     |
| 8-2-2005                                                                 | Strovolos                                                                | Lettonia                                                                 | 1 – 2                                                                    | Finlandia                                                                | Amichevole                                                               | -                                                                        |                                                                          |
| 26-3-2005                                                                | Praga                                                                    | Rep. Ceca                                                                | 4 – 3                                                                    | Finlandia                                                                | Qual. Mondiali 2006                                                      | -                                                                        |                                                                          |
| 2-6-2005                                                                 | Helsinki                                                                 | Finlandia                                                                | 0 – 1                                                                    | Danimarca                                                                | Amichevole                                                               | -                                                                        |                                                                          |
| 8-6-2005                                                                 | Helsinki                                                                 | Finlandia                                                                | 0 – 4                                                                    | Paesi Bassi                                                              | Qual. Mondiali 2006                                                      | -                                                                        |                                                                          |
| 17-8-2005                                                                | Skopje                                                                   | Macedonia                                                                | 0 – 3                                                                    | Finlandia                                                                | Qual. Mondiali 2006                                                      | -                                                                        | cap.                                                                     |
| 3-9-2005                                                                 | Andorra la Vella                                                         | Andorra                                                                  | 0 – 0                                                                    | Finlandia                                                                | Qual. Mondiali 2006                                                      | -                                                                        | cap.                                                                     |
| 8-10-2005                                                                | Helsinki                                                                 | Finlandia                                                                | 0 – 1                                                                    | Romania                                                                  | Qual. Mondiali 2006                                                      | -                                                                        | cap.                                                                     |
| 12-10-2005                                                               | Helsinki                                                                 | Finlandia                                                                | 0 – 3                                                                    | Rep. Ceca                                                                | Qual. Mondiali 2006                                                      | -                                                                        | cap.                                                                     |
| 1-3-2006                                                                 | Minsk                                                                    | Bielorussia                                                              | 2 – 2                                                                    | Finlandia                                                                | Amichevole                                                               | -                                                                        |                                                                          |
| 16-8-2006                                                                | Helsinki                                                                 | Finlandia                                                                | 1 – 2                                                                    | Irlanda del Nord                                                         | Amichevole                                                               | -                                                                        | cap. 81’                                                                 |
| 2-9-2006                                                                 | Bydgoszcz                                                                | Polonia                                                                  | 1 – 3                                                                    | Finlandia                                                                | Qual. Euro 2008                                                          | -                                                                        |                                                                          |
| 6-9-2006                                                                 | Helsinki                                                                 | Finlandia                                                                | 1 – 1                                                                    | Portogallo                                                               | Qual. Euro 2008                                                          | -                                                                        |                                                                          |
| 7-10-2006                                                                | Erevan                                                                   | Armenia                                                                  | 0 – 0                                                                    | Finlandia                                                                | Qual. Euro 2008                                                          | -                                                                        | 28’                                                                      |
| 11-10-2006                                                               | Almaty                                                                   | Kazakistan                                                               | 0 – 2                                                                    | Finlandia                                                                | Qual. Euro 2008                                                          | 1                                                                        |                                                                          |
| 15-11-2006                                                               | Helsinki                                                                 | Finlandia                                                                | 1 – 0                                                                    | Armenia                                                                  | Qual. Euro 2008                                                          | -                                                                        | cap.                                                                     |
| 28-3-2007                                                                | Baku                                                                     | Azerbaigian                                                              | 1 – 0                                                                    | Finlandia                                                                | Qual. Euro 2008                                                          | -                                                                        |                                                                          |
| 2-6-2007                                                                 | Helsinki                                                                 | Finlandia                                                                | 0 – 2                                                                    | Serbia                                                                   | Qual. Euro 2008                                                          | -                                                                        | cap. 77’                                                                 |
| 22-8-2007                                                                | Tampere                                                                  | Finlandia                                                                | 2 – 1                                                                    | Kazakistan                                                               | Qual. Euro 2008                                                          | -                                                                        | cap.                                                                     |
| 8-9-2007                                                                 | Belgrado                                                                 | Serbia                                                                   | 0 – 0                                                                    | Finlandia                                                                | Qual. Euro 2008                                                          | -                                                                        | cap.                                                                     |
| 12-9-2007                                                                | Helsinki                                                                 | Finlandia                                                                | 0 – 0                                                                    | Polonia                                                                  | Qual. Euro 2008                                                          | -                                                                        | cap.                                                                     |
| 13-10-2007                                                               | Bruxelles                                                                | Belgio                                                                   | 0 – 0                                                                    | Finlandia                                                                | Qual. Euro 2008                                                          | -                                                                        | cap.                                                                     |
| 17-10-2007                                                               | Helsinki                                                                 | Finlandia                                                                | 0 – 0                                                                    | Spagna                                                                   | Amichevole                                                               | -                                                                        | cap. 46’                                                                 |
| 17-11-2007                                                               | Helsinki                                                                 | Finlandia                                                                | 2 – 1                                                                    | Azerbaigian                                                              | Qual. Euro 2008                                                          | -                                                                        | cap.                                                                     |
| 21-11-2007                                                               | Porto                                                                    | Portogallo                                                               | 0 – 0                                                                    | Finlandia                                                                | Qual. Euro 2008                                                          | -                                                                        | 47’                                                                      |
| 20-8-2008                                                                | Helsinki                                                                 | Finlandia                                                                | 2 – 0                                                                    | Israele                                                                  | Amichevole                                                               | -                                                                        | cap. 46’                                                                 |
| 10-9-2008                                                                | Helsinki                                                                 | Finlandia                                                                | 3 – 3                                                                    | Germania                                                                 | Qual. Mondiali 2010                                                      | -                                                                        | cap.                                                                     |
| 11-10-2008                                                               | Helsinki                                                                 | Finlandia                                                                | 1 – 0                                                                    | Azerbaigian                                                              | Qual. Mondiali 2010                                                      | -                                                                        | cap.                                                                     |
| 15-10-2008                                                               | Mosca                                                                    | Russia                                                                   | 3 – 0                                                                    | Finlandia                                                                | Qual. Mondiali 2010                                                      | -                                                                        | cap.                                                                     |
| 19-11-2008                                                               | Berna                                                                    | Svizzera                                                                 | 1 – 0                                                                    | Finlandia                                                                | Amichevole                                                               | -                                                                        | cap.                                                                     |
| 11-2-2009                                                                | Lisbona                                                                  | Portogallo                                                               | 1 – 0                                                                    | Finlandia                                                                | Amichevole                                                               | -                                                                        | cap.                                                                     |
| 28-3-2009                                                                | Cardiff                                                                  | Galles                                                                   | 0 – 2                                                                    | Finlandia                                                                | Qual. Mondiali 2010                                                      | -                                                                        | cap.                                                                     |
| 6-6-2009                                                                 | Helsinki                                                                 | Finlandia                                                                | 2 – 1                                                                    | Liechtenstein                                                            | Qual. Mondiali 2010                                                      | -                                                                        | cap.                                                                     |
| 10-6-2009                                                                | Helsinki                                                                 | Finlandia                                                                | 0 – 3                                                                    | Russia                                                                   | Qual. Mondiali 2010                                                      | -                                                                        | cap.                                                                     |
| 12-8-2009                                                                | Stoccolma                                                                | Svezia                                                                   | 1 – 0                                                                    | Finlandia                                                                | Amichevole                                                               | -                                                                        | cap.                                                                     |
| 9-9-2009                                                                 | Vaduz                                                                    | Liechtenstein                                                            | 1 – 1                                                                    | Finlandia                                                                | Qual. Mondiali 2010                                                      | -                                                                        | cap.                                                                     |
| 10-10-2009                                                               | Helsinki                                                                 | Finlandia                                                                | 2 – 1                                                                    | Galles                                                                   | Qual. Mondiali 2010                                                      | -                                                                        | cap.                                                                     |
| 14-10-2009                                                               | Amburgo                                                                  | Germania                                                                 | 1 – 1                                                                    | Finlandia                                                                | Qual. Mondiali 2010                                                      | -                                                                        | cap.                                                                     |
| 3-9-2010                                                                 | Chișinău                                                                 | Moldavia                                                                 | 2 – 0                                                                    | Finlandia                                                                | Qual. Euro 2012                                                          | -                                                                        | cap. 36’                                                                 |
| 12-10-2010                                                               | Helsinki                                                                 | Finlandia                                                                | 1 – 2                                                                    | Ungheria                                                                 | Qual. Euro 2012                                                          | -                                                                        | cap.                                                                     |
| Totale                                                                   |                                                                          | Presenze (3º posto)                                                      | 106                                                                      |                                                                          | Reti                                                                     | 5                                                                        |                                                                          |

## Palmarès

### Club

#### Competizioni nazionali
- Coppa di Finlandia: 2

MyPa: 1992, 1995
- Coppa d'Inghilterra: 2

Liverpool: 2000-2001, 2005-2006
- Coppa di Lega inglese: 2

Liverpool: 2000-2001, 2002-2003
- Community Shield: 2

Liverpool: 2001, 2006

#### Competizioni internazionali
- UEFA Champions League: 1

Liverpool: 2004-2005
- Coppa UEFA: 1

Liverpool: 2000-2001
- Supercoppa UEFA: 2

Liverpool: 2001, 2005

### Individuali
- Calciatore finlandese dell'anno: 9 (record condiviso con Jari Litmanen)

1999, 2001, 2002, 2003, 2005, 2006, 2008, 2009, 2010
- Sportivo finlandese dell'anno: 1

2001
- Selezione nella Squadra dell'Anno UEFA: 1

2001